# Mors (bevanda)
Il mors in russo Морс? è una bevanda analcolica, a base di succo di frutta, solitamente di mirtillo rosso o di mortella di palude, diffusa in Russia.